# Religião em Nauru
A principal Religião em Nauru é o Cristianismo. Segundo o censo de 2002, aproximadamente dois terços dos Cristãos são Protestantes, e o resto são Católicos. 
A etnia chinesa na ilha, aproximadamente 3% à 4% da população, trouxe religiões como o Confucionismo, Budismo, Taoísmo, Cristianismo, e alguns sem-religião. As maiores comunidades cristãs de Tuvaluanos e de Kiribatianos em Nauru, voltaram aos seus países no fim de 2006 devido ao fim da mineração de fosfato no país. As Testemunhas de Jeová e os Mórmons possuem um número reduzido de adeptos entre a população nativa.
Os missionários estrangeiros introduziram o cristianismo no fim do século XIX e no começo do século XX. Existem algumas organizações missionárias cristã ativas, incluindo representantes do anglicanismo, metodismo e o catolicismo.
A Constituição nacional prevê a liberdade de religião, porém, o governo restringiu esse direito em algumas circunstâncias. Não existem indícios de discriminação social generalizada contra as denominações religiosas particulares, no entanto, alguns indíviduos das comunidades protestantes e de catolicismo romano, ocasionalmente, mostram desconforto em relação aos grupos religiosos do estrangeiro, em particular, os mórmons e as Testemunhas de Jeová.